# واين هوارد
واين هوارد (بالإنجليزية: Wayne Howard)‏ هو رسام بالرصاص أمريكي، ولد في 29 مارس 1949 في كليفلاند في الولايات المتحدة، وتوفي في 9 ديسمبر 2007 في دربي في الولايات المتحدة بسبب نوبة قلبية.